# Ben Azri
 (août 2025).
L'article doit être relu — et modifié si nécessaire — par des contributeurs indépendants pour apporter un regard critique aux contributions effectuées , tant sur la forme (notamment concernant le style encyclopédique, la proportionnalité) que sur le fond (la neutralité de point de vue, la qualité et l'indépendance des sources).
 (août 2025).
Motif : Création d'une nouvelle page artiste
- Archive Wikiwix
- Bing
- Cairn
- DuckDuckGo
- E. Universalis
- Gallica
- Google
- G. Books
- G. News
- G. Scholar
- Persée
- Qwant
- (zh) Baidu
- (ru) Yandex

| 1. | Préciser le motif de la pose du bandeau. | Précisez le motif de la pose du bandeau en utilisant la syntaxe suivante : {{admissibilité à vérifier\|date=août 2025\|motif=remplacez ce texte par le motif}}                |
| 2. | Informer les utilisateurs concernés.     | Pensez à avertir le créateur de l'article, par exemple, en insérant le code ci-dessous sur sa page de discussion : {{subst:avertissement admissibilité à vérifier\|Ben Azri}} |

 (août 2025).
 (août 2025).
Si vous disposez d'ouvrages ou d'articles de référence ou si vous connaissez des sites web de qualité traitant du thème abordé ici, merci de compléter l'article en donnant les références utiles à sa vérifiabilité et en les liant à la section « Notes et références ».
Ben Azri est un créateur et artisan d’art français, d’origine berbère, reconnu pour son travail de valorisation de l’écriture libyco-berbère à travers des créations contemporaines mêlant bijouterie, sculpture, textile et pédagogie.

## Biographie
Ben Azri commence son parcours dans les métiers d’art au début des années 2000. Son travail puise son inspiration dans les inscriptions libyco-berbères, un des plus anciens systèmes d’écriture connus.
Son objectif principal est d'explorer les formes graphiques du Tifinagh, l'alphabet traditionnel utilisé par les Touaregs, ainsi que les symboles de l'Égypte antique.
Installé à Paris, il fonde son atelier-galerie dans le quartier de la Bastille (12e arrondissement), où il expose ses œuvres, reçoit ses clients et anime des rencontres autour de la culture amazigh.
Il donne des conférences à l’échelle mondiale sur la pensée positive et la loi d’attraction par les forces énergétiques des lettres berbères.

## Œuvre
Ben Azri développe une œuvre polymorphe :
- Bijoux (pendentifs, fibules, bagues, bracelets) en or, argent ou laiton, toujours accompagnés d’un livret explicatif[8] sur l’origine symbolique des motifs utilisés[9].
- Sculptures, tableaux, étoffes ornés de signes ancestraux ;
- Supports pédagogiques, notamment un jeu de cartes berbères[10] fondé sur la pensée positive et l’héritage symbolique amazigh ;
- Éditions numériques, comme un DVD sur l’origine de l’écriture berbère[11].

Son objectif est de réactiver la mémoire collective berbère, et d’inscrire son héritage culturel dans une vision contemporaine, ouverte et universelle.

## Engagement artistique
La démarche de Ben Azri s’inscrit dans une réflexion sur la transmission intergénérationnelle des savoirs, notamment par les femmes, détentrices d’un patrimoine visuel transmis par les tatouages, tissages, henné ou céramiques.
Selon ses propres termes, il souhaite faire de ses bijoux des « messages de rassemblement entre les cultures » (Le Parisien, 2006).

## Expositions et salons
Ben Azri a exposé dans de nombreux salons et événements artistiques :
- Salon du Patrimoine Culturel (Carrousel du Louvre, Paris, 2006 et 2007)
- Salon des Métiers d’Art et de Création (Carrousel du Louvre)
- Salon Éclat de Mode – Paris Expo (2007)
- Salon Zen, Médecine douce, Vivre autrement (Paris)[13],[14],[15]
- Europ’Art (Genève, 2008)
- Bruxelles Arts (2007)

Depuis 2007, il est membre des Ateliers d’Art de France.

## Réception critique
Ben Azri a fait l’objet de nombreux portraits et articles dans la presse nationale et internationale :

### Presse francophone (sélection)
- Jeune Afrique (n°2387, octobre 2006) – « L’homme qui fait parler les bijoux »
- Marie Claire (mars 2015) – « À l’occasion du Yennayer 2965... »
- Le Parisien (novembre 2006) – « Mes bijoux sont un message de rassemblement entre les cultures »
- Nice Matin (septembre 2009) – « Un médaillon berbère… et votre vie est transformée »
- Le Courrier de l’Atlas (mai 2008) – « Ben Azri : Amazing Amazigh »
- Kalila – Revue du Centre Culturel Algérien (2009) – « Bijoux comme message universel »
- HBJO Infos (octobre 2007), Le Bijoutier (janvier 2007), Créatop (2006)
- Perles Magazine (février 2006, juin 2005) – « Un homme venu d’ailleurs »
- Hahakoo (Japon, février 2007)

### Presse internationale
- Nass Bladi (Algérie, mars 2011)
- El Djadel (Algérie, octobre 2009)
- Le Midi Libre (Algérie) – « Un artiste à moult horizons »
- ENTRACTE – Alger (août 2009) – « L’homme du mois : Ben Azri »
- Belgique Europe Magazine (2007) – « Berbère attitude pour un décorateur créateur hors pair »
- Orient Mag (mars-avril 2010)